# Пелех Володимир Григорович
Пелех Володимир Григорович (нар. 12 червня 1939, Жогатин Перемишльського повіту Підкарпатського воєводства, Польща — пом. 11 грудня 2006, Чернівці) — український журналіст і публіцист , Заслужений журналіст України.

## Життєпис
Володимир Пелех віддав журналістиці майже пів-віку. Народився він на Лемківщині, у Польщі. У 1947 році був депортований на Україну в село Зубів Теребовлянського району Тернопільської області. Фах журналіста здобув у Львівському державному університеті імені Івана Франка. В пресі — з 1962 року. Пройшов шлях від літературного працівника до редактора обласної газети «Радянська Буковина», а згодом став власним кореспондентом Українського Національного інформаційного агентства «Укрінформ» (ТАСС-РАТАУ) у Чернівецькій області.

### Публікації
З-під пера журналіста вийшли сотні матеріалів на теми, актуальні як для нашого регіону, так і загальноукраїнського масштабу. Його інформаційні повідомлення з Буковини протягом десятків років прославляли Чернівці і весь наш край далеко за межами держави. Його політична позиція — на відстоювання української незалежної демократичної держави — була відома багатьом читачам.
Лауреат премії імені Ярослава Галана та володар призу «Золоте перо». 1999 року отримав звання «Заслужений журналіст України».
Автор публіцистичних книг «Буковина — край космічний» (1998), «Під тягарем подвійної моралі» (2006) та посмертної «Журналістика: Крізь розум і серце» (2009).
|  | Володимир Григорович Пелех — віртуоз українського слова. Він уміє так його взяти в руки, так зважити спершу в серці, пропустити через душу, а потім так до ладу припасувати на папері, що слово його, уже читане людьми, здатне викликати цілу гаму почуттів: і радість, і втіху, і захоплення, і сміх, і сум, і гнів, а чи розчарування. Володимир Пелех — пресовий факір того рівня, котрий здатен формувати саму суспільну думку. Інша річ, що формувати стало важче, не дають. (Леонід Ісаченко, газета «Свобода слова», 2001 рік) |

### З автобіографії
Я, Пелех Володимир Григорович, народився 12 червня 1939 року в селі Жогатин, Бірчанського повіту, Перемишлянського воєводства. Восени 1945 року разом з батьками переїхав на постійне проживання в Радянський Союз, в село Зубів, Теребовлянського району Тернопільської області.
Після закінчення Різдвянської семирічної школи у 1953 році вступив до Теребовлянського технікуму підготовки культурно-освітніх працівників, закінчив його в 1956 році і за комсомольською путівкою поїхав на будівництво шахти в Донбас. Працював малярем в селищі Черешневому Ворошиловградської області, робітником Ворошиловградського заводу шахтного машинобудування. У січні 1958 року повернувся до батьків, влаштувався лінійним робітником у Тернопільське будівельно-монтажне управління по радіофікації. Згодом виїхав у Казахстан, де працював малярем Кайран-Кульського будуправління. Звідси наприкінці 1958 року був призваний в ряди Радянської Армії і звільнений в запас в листопаді 1961 року.
В лютому 1962 року був прийнятий літпрацівником в Микулинецьку районну газету «Ленінський клич», а через чотири місяці, після реорганізації районів переведений в Теребовлянську районну газету За комуністичну працю". Вступив на навчання на факультет журналістики Львівського державного університету. З грудня 1964 по квітень 1965 року працював власним кореспондентом газети ЦК ВЛКСМ «Комсомольське плем'я» по Тернопільській області. Після утворення нових районів у квітні 1965 року був направлений у Козівську районну газету, де працював завідувачем відділу партійного життя. 
В липні 1967 року за власним бажанням переїхав на Буковину. Працював завідувачем відділу Новоселицької районної газети, заступником редактора Глибоцької районної газети, а в 1970 призначений редактором цієї ж газети. В 1971 році переведений в Чернівецьку обласну газету «Радянська Буковина» на посаду завідувача відділу партійного життя, а з 1973 року працюю заступником редактора і завідувачем відділу ідеології цієї ж газети.
За роботу в галузі журналістики відзначений Ленінською ювілейною медаллю і медаллю «За трудову доблесть», удостоєний Республіканської премії ім.. Ярослава Галана…
Мої батьки: Пелех Григорій Васильович, 1901 року народження, колгоспник, помер у 1970 році. Мати — Пелех Ганна Михайлівна, 1904 року народження, колгоспна пенсіонерка, сестра — Пелех Ярослава Григорівна 1932 року народження, працює в буряко-сіючій ланці колгоспу «Червоний прапор» села Зубів Теребовлянського району Тернопільської області. Маю дружину — Пелех Марію Максимівну, 1947 року народження та двох синів — Сергія (1968 р.н.) та Вадима (1974 р.н.)…